# Перец, Ицхак Хаим
Ицхак Перец (ивр. יצחק חיים פרץ‎; род. 26 марта 1938, Касабланка, Марокко) — израильский политик и религиозный деятель, член Кнессета, министр в ряде кабинетов, лидер ультрарелигиозной партии ШАС в 1984—1990 годах.

## Биография
Родился в Марокко, эмигрировал в Израиль в 1950 году, учился в ешиве. Главный раввин Раананы в 1962—1984 годах.
Член Кнессета с 1984 по 1992, когда он ушел в отставку вскоре после своего избрания на пост депутата в третий раз.
С 1984 по 1987 министр внутренних дел Израиля, министр по делам абсорбции в 1988—1992 годах, в 1984 и 1987 — министр без портфеля.